# Clash (cómic)
Clash (Clayton Cole) es un supervillano ficticio que aparece en cómics estadounidenses publicados por Marvel Comics.

## Historial de publicaciones
Clash apareció por primera vez en The Amazing Spider-Man vol. 3 # 1 y fue creado por Dan Slott y Ramon Perez.
Si bien tuvo una breve carrera criminal y se le otorgó un lugar en Industrias Parker tras su reforma, retrocedió a sus raíces criminales durante la historia de Civil War II.

## Historia
A una edad temprana, Clayton Cole era un niño inteligente que fue educado en el hogar por su madre. Durante su juventud, vio la aparición de Peter Parker, el enmascarado Marvel enfrentando a Crusher Hogan en un combate de lucha libre. Desde entonces, comenzó a trabajar en la tecnología para que pueda ser como el "Marvel enmascarado". Esto lo llevó a convertirse en Clash.
En su primera vez operando como Clash, Clayton Cole entró en conflicto con Spider-Man, Cole fue derrotado y sentenciado a la sala de menores.
Después de ser liberado bajo libertad condicional, Clash estaba trabajando como secuaces para Búho y otros supervillanos.
Durante la historia de Spider-Verse, el último empleador de Clash fue una Kree llamada Doctora Minerva. Cuando Spider-Man fue ayudado en la batalla por Ms. Marvel y descubrió que tiene un bebé inhumano que tomó de la Doctora Minerva, Clash se volvió contra la Doctora Minerva y sus secuaces. Al reconocerlo y al ver que se había puesto derecho, Spider-Man le ofreció un trabajo a Clash en Industrias Parker, y aceptó.
El trabajo de Clayton Cole en Industrias Parker involucró a Spider-Man en aventuras trotamundos como ayudar contra Zodiac a la infiltración del Fantasma.
Durante la historia de Civil War II, el Inhumano Ulysses Caín tuvo una visión donde Clayton Cole se convierte en Clash de nuevo y ataca a Spider-Man. Clayton Cole luego se encuentra con Sully cuando solía trabajar para Búho y no puede hablar con él mucho tiempo sin violar su libertad condicional. Más tarde, los padres de Clayton se enojaron porque su hijo trabaja como un "avión no tripulado de oficina" mientras que su padre quiere que Peter Parker los ayude a retirarse. Mientras muestra su último proyecto para el NYPD a Peter Parker, le dicen a Clayton que debe hablar con él si tiene algún problema. Al escuchar la visión de Ulises sobre él cuando llega a la oficina de Peter Parker, Clayton renuncia a Industrias Parker. En el Club Social de Moynihan, Clayton le cuenta a Sully y a otra persona sobre otras empresas como Compañía de Energía Roxxon que están destruyendo el planeta. Después, Clayton conoce a Mendel Stromm, quien hace referencia cómo Norman Osborn quién robó su trabajo y lo dejó pobre. Después de proporcionar a Clayton el número del Chapucero, Mendel le da a Clayton un día para considerar ayudarlo en su venganza contra Harry Osborn. Después de llamar a Chapucero, quien lo convierte en una versión actualizada de su traje de Clash, Clayton llama a Mendel Stromm. En su nuevo traje, Clash llega al departamento de Mendel Stromm donde encuentra a Mendel Stromm en su apariencia de Robot Master y sus robots. Robot Maestro luego complementa el atuendo de Clash y afirma que Spider-Man no sabrá qué le pegó. Cuando Clash ataca a Robot Maestro diciendo que va a cuidar de sí mismo, Robot Maestro libera sus robots en Clash incluso cuando llega Spider-Man. Spider-Man se las arregla para robar el Robot Maestro en el aire con una banda de espuma. Cuando Spider-Man estaba hablando de Clash para volver a la vida civilizada, Robot Maestro se levanta y los ataca. Mientras Clash vuela, Spider-Man derrota a Robot Maestro al desgarrar su mecánica de control remoto desde el interior de su cuerpo de robot, desactivando su ejército de robots. Cuando Clayton declara que estaba tratando de proteger a Industrias Parker de Mendel Stromm, Spider-Man declaró que causó daños con su tecnología, causó daños por valor de millones de dólares y violó su libertad condicional. Aunque Peter Parker sí habló con Clayton, el oficial de libertad condicional donde declaró que Clayton actuó en defensa propia y que Clayton tendrá que dejar de trabajar en tecnología sónica. Aunque Clayton no parece estar de acuerdo con la propuesta de Spider-Man de descontinuar su trabajo sobre su tecnología sónica, lo que lleva a que la visión de Ulysses se haga realidad. Después de luchar contra Spider-Man en las calles, Clash escapa y regresa al Club Social de Moynihan, donde decide convertirse en un jefe del crimen.
Choque fue visto en el club nocturno Now Forever, donde discute con sus matones los planes de recuperar sus inventos que hizo para que Industrias Parker evite que sean vendidos para pagar algunas deudas. Cuando Clash ingresa al Edificio Baxter para recuperar el Sonic Transducer, Harry Osborn ve que algo está apagado y alerta a Spider-Man y a la Antorcha Humana. Debido a que una fuente de poder autocargador se atascó en el ciclo ascendente, Clash tuvo que trabajar con Spider-Man y Antorcha Humana para desactivarlo. Mientras Spider-Man atrapa a los matones de Clash, permite que Clash escape.
Peter Parker, después de convencer a Clash a mirar por encima de la familia de Harry Osborn en vista de la amenaza de Duende Rojo (resultado de Norman Osborn del Duende Verde en forma fusionada con el simbionte Carnage). En la Autoridad Portuaria de Nueva York y Nueva Jersey, Clash ayuda a Antorcha Humana a proteger a la familia Osborn del Duende Rojo. Sus ataques no hacen nada contra el Duende Rojo porque la fórmula de Duende hizo que el simbionte Carnage fuera inmune al fuego y al sonido. El Duende Rojo luego procede a derrotar a Antorcha Humana, Clash, Silk, Miles Morales y Agente Anti-Venom.

## Poderes y habilidades
Clash posee un intelecto de genio. También puede utilizar tecnología sónica para diversos usos.

## En otros medios

### Televisión
Clayton Cole / Clash aparece en el episodio de Spider-Man, "La Academia Osborn", con la voz de Yuri Lowenthal. Esta encarnación es un adolescente que se especializa en tecnología sónica. Compite con Herman Schultz por un lugar en la Academia Osborn donde usan sus diferentes dispositivos de sonido lo suficiente como para que Spider-Man intervenga. La batalla a tres bandas fue estrellada por Chacal que roba la tecnología de Herman y Clayton con la ayuda de un técnico robado de Industrias Stark. Los dos ayudan a Spider-Man diciéndole cómo desactivar la tecnología. Después de que Chacal se escapa, Spider-Man trae de vuelta a Herman y Clayton a la Academia Osborn para enfrentar sus acciones mientras Spider-Man le dice al equipo de seguridad de la Academia Osborn que les conceda indulgencia. Norman Osborn es el culpable de llevar a los dos muchachos a lo que sucedió. Como Norman Osborn le otorga un lugar a Herman en la Academia Osborn, le dice a Clayton que vuelva a intentar la próxima vez, a la objeción de Max Modell.

### Videojuegos
Clayton Cole aparece en el videojuego The Amazing Spider-Man 2, pero el actor de voz que lo retrata no fue acreditado. Esta encarnación es un matón de la calle que es amigo de Herman Shultz que se puede encontrar en un callejón junto con un grupo de otros matones de la calle. Él tiene un diálogo especial con Spider-Man en el juego y él le dice cómo encontrar a Schultz y obtener información sobre Dennis Carradine.